# احمد هندی
سید احمد موسوی هندی (به هندی: सैय्यद अहमद मौसवी हिंदी؛ زادهٔ ۱۸۰۰ – ۱۸۶۹) یک روحانی شیعه دوازده امامی بود. او پدربزرگ پدری روح‌الله خمینی، رهبر جمهوری اسلامی ایران، بود.

## زندگی‌نامه

### هند
خانواده او در اواخر قرن هجدهم از نیشابور در ایران به اوده در شمال هند مهاجرت کردند. آنها در شهر کینتور، منطقه بارابانکی، ساکن شدند. زین‌العابدین موسوی، که جد سادات کینتور بود، جد بزرگ سید احمد بود. او در کینتور متولد شد.

### عراق
در حدود سال ۱۸۳۰، او برای زیارت مقبره علی در نجف، عراق برای همیشه هند را ترک کرد. این حرکت برای فرار از حکومت استعماری بود.

### ایران
او در سال ۱۸۳۴ به ایران سفر کرد و خانه‌ای در خمین خرید. او بعداً زمین‌های بیشتری در خمین و اطراف آن، از جمله یک باغ میوه و کاروانسرا، خریداری کرد. این املاک تا دوران مدرن در خانواده باقی ماند.
تا سال ۱۸۴۱، او با سه همسر ازدواج کرده بود: شیرین خانم، بی‌بی خانم و سکینه (خواهر دوستش یوسف‌خان کمره‌ای)، که همگی اهل خمین بودند. او پنج فرزند داشت، از جمله پسری به نام مصطفی (پدر روح‌الله خمینی) که در سال ۱۸۵۶ در سکینه متولد شد.

## درگذشت
او در سال ۱۸۶۹ درگذشت و در کربلا به خاک سپرده شد.

## نسب هندی
او همچنان با نسبت هندی (یعنی اهل هند یا هندی) شناخته می‌شد که نشان‌دهنده اقامت او در آنجا بود. حتی روح‌الله خمینی در برخی از غزل‌های خود از هندی به‌عنوان تخلص استفاده می‌کرد. برادر روح‌الله خمینی با نام نورالدین هندی شناخته می‌شد.